# Solaris Tramino
| Tramino                | S100                                         | S105p                                        | S109j                                        | S111o                                        | S110b                                        |                                              |
| ---------------------- | -------------------------------------------- | -------------------------------------------- | -------------------------------------------- | -------------------------------------------- | -------------------------------------------- | -------------------------------------------- |
| System:                | Prototyp                                     | Posen                                        | Jena                                         | Olsztyn                                      | Braunschweig                                 | Leipzig                                      |
|                        | S100 auf der Trako 2009                      | S100 auf der Trako 2009                      | S109j auf der Trako 2013                     | S109j auf der Trako 2013                     | S109j auf der Trako 2013                     | Tramino Leipzig                              |
| Nummerierung:          |                                              | 515–559                                      | 701–705                                      | 3000–3014                                    | I: 1451–1468 II: 1951–1957                   | I: 1001–1041 II: 1042–1061                   |
| Anzahl:                | 1                                            | 45                                           | 5                                            | 15                                           | 25                                           | 61                                           |
| Hersteller:            | Solaris                                      | Solaris                                      | Solaris                                      | Solaris                                      | I: Solaris II: Stadler                       | I: Solaris II: Stadler                       |
| Gelenkwagenbauform:    | Multigelenkwagen                             | Multigelenkwagen                             | Kurzgelenkwagen                              | Kurzgelenkwagen                              | Kurzgelenkwagen                              | Drehgestellwagen                             |
| Baujahr(e):            | 2009                                         | 2011–2012                                    | 2013                                         | 2014                                         | I: 2014 II: 2019                             | 2016–2022                                    |
| Achsformel:            | Bo’2’Bo’                                     | Bo’2’Bo’                                     | (1A)Bo’(A1)                                  | Bo’2’Bo’                                     | (1A)Bo’+(1A)(A1)                             | (Bo’Bo’)2(Bo’Bo’)                            |
| Spurweite:             | 1435 mm (Normalspur)                         | 1435 mm (Normalspur)                         | 1000 mm (Meterspur)                          | 1435 mm                                      | 1100 mm                                      | 1458 mm                                      |
| Länge:                 | 31,960 m                                     | 32,026 m                                     | 29,3 m                                       | 29,3 m                                       | 35,74 m                                      | 37,63 m                                      |
| Breite:                | 2,35 m                                       | 2,40 m                                       | 2,30 m                                       | 2,50 m                                       | 2,30 m                                       | 2,30 m                                       |
| Drehgestellachsstand:  | 1800 mm                                      | 1800 mm                                      | 1850 mm                                      | 1850 mm                                      | 1850 mm                                      | 1800 mm                                      |
| Leermasse:             | 41,8 t                                       | 42,5 t                                       | 40,8 t                                       | 43,8 t                                       | 50,13 t                                      | 55,3 t                                       |
| Höchstgeschwindigkeit: | 70 km/h                                      | 70 km/h                                      | 70 km/h                                      | 70 km/h                                      | 70 km/h                                      | 60 km/h                                      |
| Dauerleistung:         | 4 × 105 kW                                   | 4 × 105 kW                                   | 4 × 90 kW                                    | 4 × 120 kW                                   | 5 × 90 kW                                    | 8 × 85 kW                                    |
| Raddurchmesser:        | 600 mm                                       | 620 mm                                       | 662 mm                                       | 682 mm                                       | 662 mm                                       | 600 mm                                       |
| Stromsystem:           | Gleichstrom mit einer Spannung von 600–750 V | Gleichstrom mit einer Spannung von 600–750 V | Gleichstrom mit einer Spannung von 600–750 V | Gleichstrom mit einer Spannung von 600–750 V | Gleichstrom mit einer Spannung von 600–750 V | Gleichstrom mit einer Spannung von 600–750 V |
| Stromübertragung:      | Oberleitung, 1 Einholmstromabnehmer          | Oberleitung, 1 Einholmstromabnehmer          | Oberleitung, 1 Einholmstromabnehmer          | Oberleitung, 1 Einholmstromabnehmer          | Oberleitung, 1 Einholmstromabnehmer          | Oberleitung, 1 Einholmstromabnehmer          |
| Antrieb:               | Drehstrom-Asynchronmaschinen                 | Drehstrom-Asynchronmaschinen                 | Drehstrom-Asynchronmaschinen                 | Drehstrom-Asynchronmaschinen                 | Drehstrom-Asynchronmaschinen                 | Drehstrom-Asynchronmaschinen                 |
| Betriebsart:           | Einrichtungswagen                            | Einrichtungswagen                            | Zweirichtungswagen                           | Zweirichtungswagen                           | Einrichtungswagen                            | Einrichtungswagen                            |
| Sitzplätze:            | 61                                           | 48                                           | 54                                           | 43                                           | 90                                           | 75                                           |
| Stehplätze (4/m²):     | 116                                          | 144                                          | 109                                          | 160                                          | 121                                          | 145                                          |
| Niederfluranteil:      | 100 %                                        | 100 %                                        | 100 %                                        | 100 %                                        | 100 %                                        | 65 %                                         |
| Einstiegshöhe:         | 350 mm                                       | 350 mm                                       | 300 mm                                       | 360 mm                                       | 320 mm                                       |                                              |
| Fußbodenhöhe:          | 350–480 mm                                   | 350–480 mm                                   | 350 mm                                       | 360 mm                                       | 360 mm                                       | 350–590 mm                                   |
| Lichte Türweite:       | 2 × 750 mm 4 × 1300 mm (einseitig)           | 2 × 750 mm 4 × 1500 mm (einseitig)           | 4 × 1300 mm (beidseitig)                     | 6 × 1300 mm (beidseitig)                     | 6 × 1300 mm (einseitig)                      | 2 × 800 mm 4 × 1500 mm (einseitig)           |
| Belege:                | [ 1 ] [ 2 ] [ 3 ] [ 4 ]                      | [ 1 ] [ 2 ] [ 3 ] [ 4 ]                      | [ 1 ] [ 2 ] [ 3 ] [ 4 ]                      | [ 1 ] [ 2 ] [ 3 ] [ 4 ]                      | [ 1 ] [ 2 ] [ 3 ] [ 4 ]                      | [ 1 ] [ 2 ] [ 3 ] [ 4 ]                      |

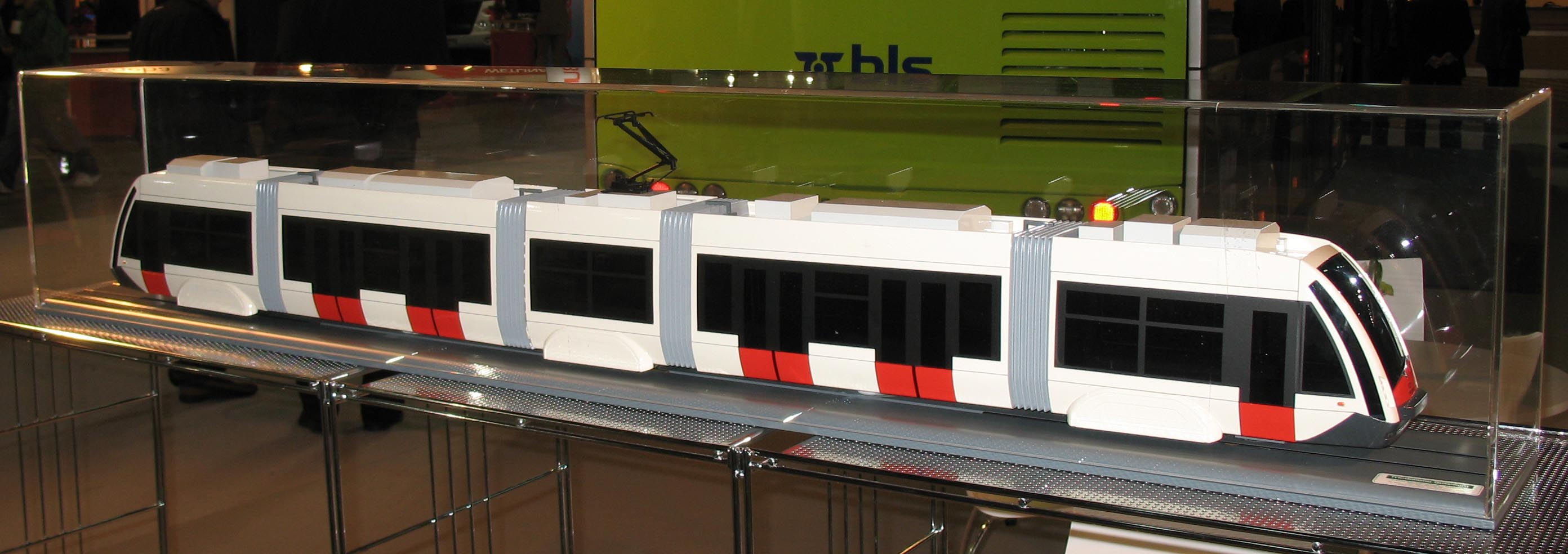
Modell eines Solaris Tramino

Tramino ist die Bezeichnung einer Typenreihe von niederflurigen Straßenbahn-Gelenktriebwagen, die ursprünglich vom polnischen Omnibus-Hersteller Solaris Bus & Coach (SBC) entwickelt und vertrieben wurde. Im vierten Quartal 2018 wechselte die Produktlinie zur polnischen Stadler-Rail-Tochter Stadler Polska. Hauptkonkurrent auf dem polnischen Markt ist das Unternehmen PESA in Bydgoszcz.

## Entwicklung

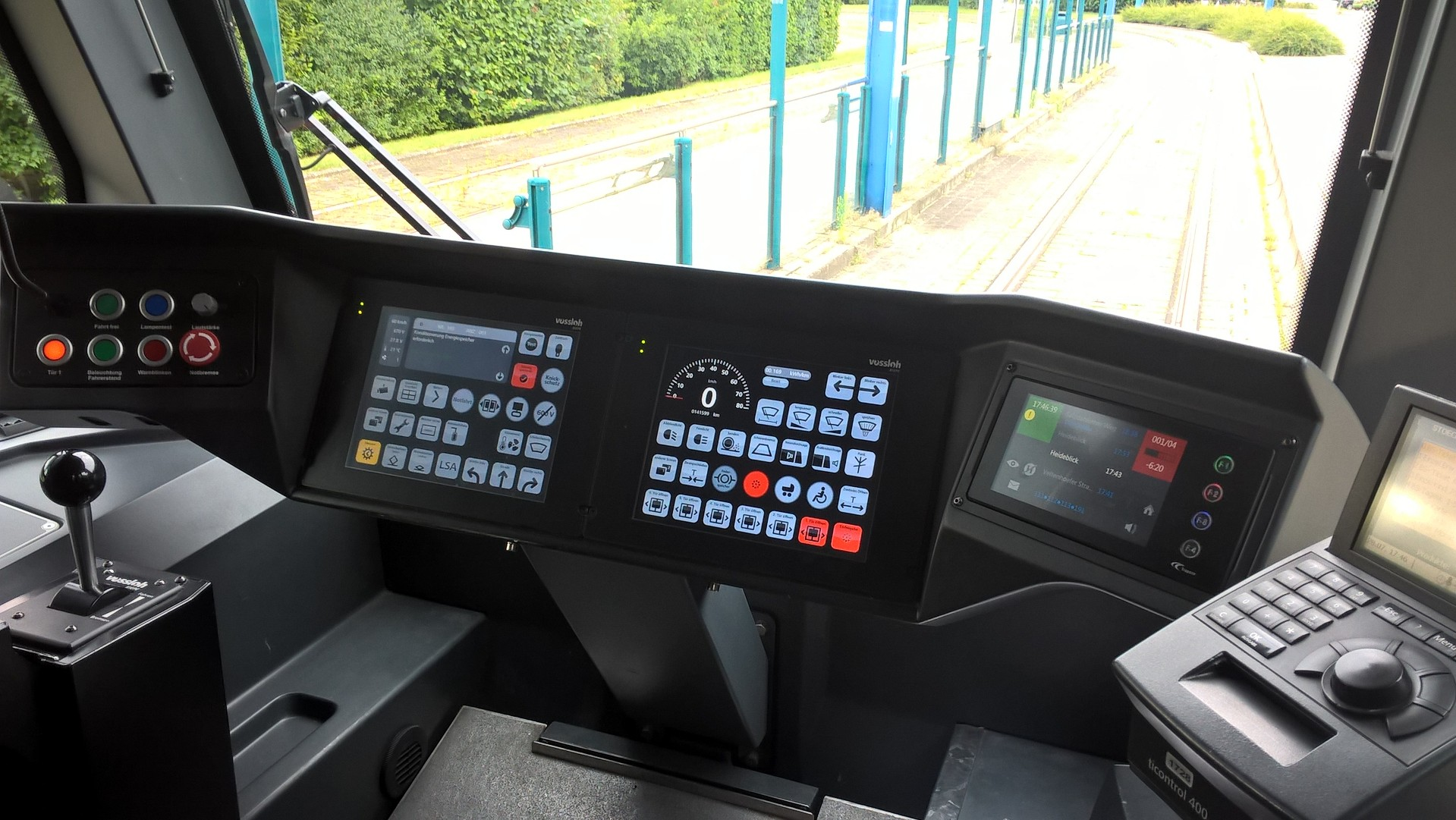
Solaris-Tramino-I-Führerstand in Braunschweig (Wg.-Nummer 1466)

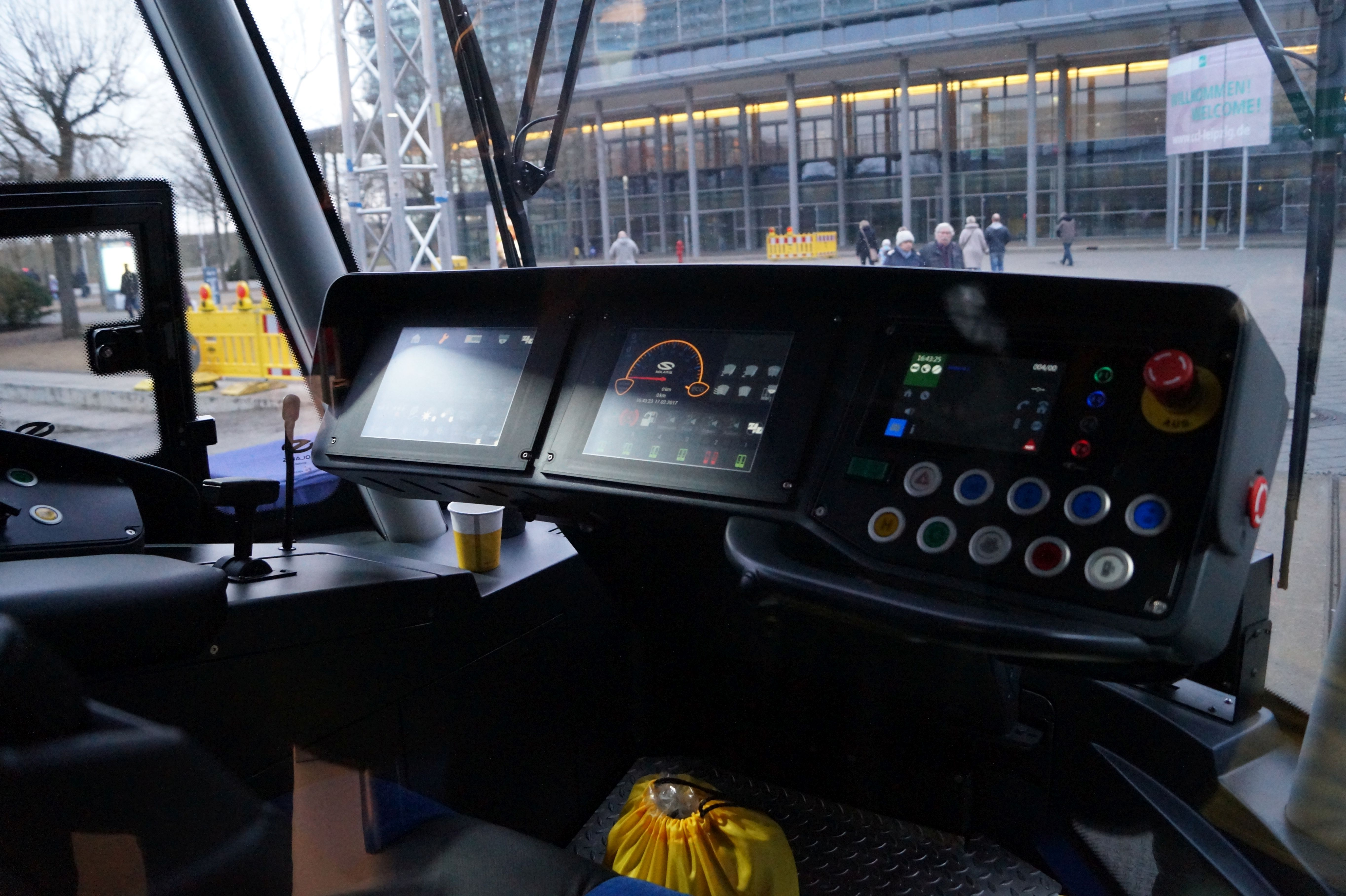
Führerstand eines Leipziger NGT10

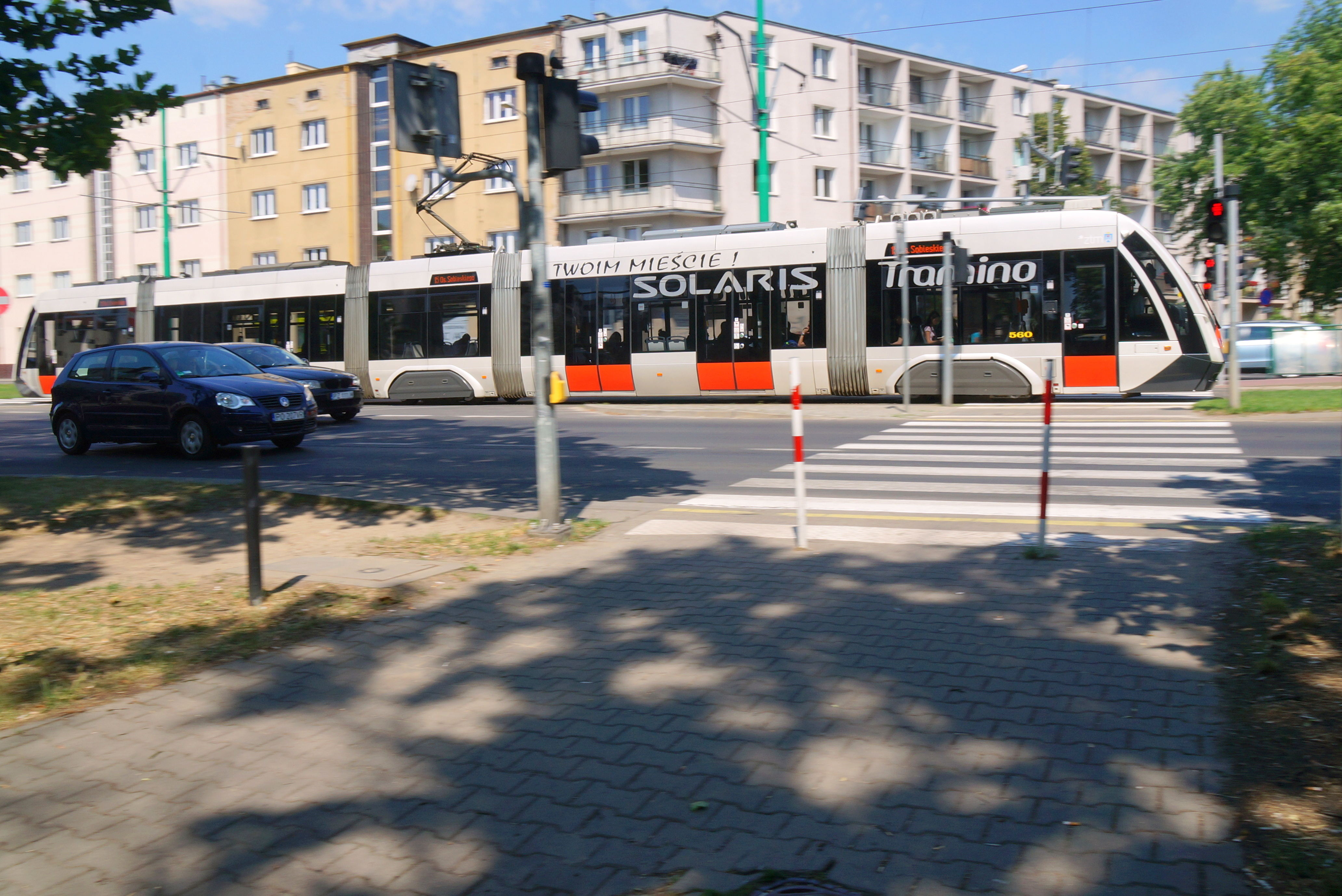
Solaris Tramino S100 in Posen

Die Wagen wurden ursprünglich als vollständig niederflurige Straßenbahntriebwagen in Multigelenk-Bauweise mit Längen zwischen 18,8 m (Dreiteiler) und 31,96 m (Fünfteiler) ausgelegt. Danach wurden längere Ausführungen ebenso wie Kurzgelenk- und Drehgestellwagen mit 70 % Niederfluranteil angeboten. Das erste Vorserienfahrzeug wurde am 14. Oktober 2009 auf der Messe Trako in Danzig vorgestellt.
Für den deutschen Markt wurde ein Fahrzeugkonzept erarbeitet, das auf dem ehemaligen AEG-Kurzgelenkwagen (später ADTranz) GT6N bzw. GT8N aufbaut und vollständig niederflurig ist. Diese Fahrzeuge wurden zunächst für Jena (Dreiteiler) und Braunschweig (Vierteiler), später auch für den polnischen Betrieb Olsztyn (Dreiteiler) hergestellt. Dagegen sind die Fahrzeuge für Leipzig als echte Drehgestellwagen mit 65 % Niederfluranteil (da der Wagenboden über den Triebdrehgestellen um eine Stufe erhöht ist) eine völlige Neuentwicklung. Die Fahrzeuge für Deutschland müssen an die BOStrab angepasst werden.
Solaris hoffte, zukünftig mit Straßenbahnfahrzeugen den gleichen Umsatz wie mit Omnibussen zu erzielen. Zwar sind die zu erwartenden Stückzahlen niedriger, dafür aber die Erträge pro Einheit höher.

### Multigelenkwagen
Die Fahrwerke der zunächst entwickelten Multigelenkwagen entsprechen weitgehend denjenigen des Fahrzeugtyps Cityrunner des Konkurrenten Bombardier. Die Radsätze haben durchgehende Radsatzwellen. Die Motoren sind vollständig abgefedert längs außen am Fahrwerk angeordnet und treiben je einen Radsatz an. Die weitgehende Übernahme des Entwurfs wurde dadurch ermöglicht, dass die Cityrunner-Patente in Polen, Ungarn und Rumänien teilweise nicht gültig waren. Entsprechend war jedoch auch die Vermarktung dieser Tramino-Bauart eingeschränkt.
Aufgrund der durchgehenden Radsatzwellen liegt der Fußboden über den Fahrwerken höher als in den anderen Bereichen und ist mit 480 mm über der Schienenoberkante nicht nach jeder Definition niederflurig. Stufen gibt es im Fahrgastraum jedoch nicht, die Höhenunterschiede werden stattdessen durch Rampen überwunden.
Die Wagenkästen sind geschweißte Stahlkonstruktionen. Beim Prototyp sind die beiden vorderen und das hintere Gelenk nicksteif ausgeführt, das in Fahrtrichtung dritte dagegen nickbeweglich.

### Kurzgelenkwagen
Die Kurzgelenkwagen für Jena und Braunschweig sind den AEG-Kurzgelenkwagen sehr ähnlich, es gibt keine durchgehenden Radsatzwellen. Allerdings wurde nicht das Prinzip übernommen, dass jedes Drehgestell identisch mit einem schwächer belasteten antriebslosen Losradsatz und einem stärker belasteten angetriebenen Radpaar ausgeführt ist. Stattdessen ist die Belastung symmetrisch, so dass in einem Drehgestell je Fahrzeug beide Radpaare angetrieben sind, um insgesamt ein ähnliches Adhäsionsverhältnis zu erreichen. Die Motoren sind außerhalb der Drehgestelle an den aus Stahl gefertigten Wagenkästen aufgehängt.
Die Kurzgelenkwagen für Olsztyn haben dagegen ein grundlegend anderes Antriebskonzept. Dadurch, dass die Motoren sich am Drehgestell befinden, konnten in jedem Wagenteil auf beiden Seiten zwei Türen angeordnet werden. Der Antrieb ist ähnlich demjenigen des Fahrzeugtyps Combino von Siemens. Es sind also alle Radpaare als Losradsätze ausgeführt und in den angetriebenen Drehgestellen werden jeweils zwei hintereinanderliegende Räder gemeinsam von einem längs angeordneten Motor angetrieben.

### Drehgestellwagen
Bei den Drehgestellwagen für Leipzig werden wie bei den Multigelenkwagen Radsätze mit durchgehenden Radsatzwellen verwendet. Die Drehgestelle wurden von TransTec F&E Vetschau entwickelt und gebaut. Der erste und der vierte Wagenteil laufen jeweils auf zwei innengelagerten Triebdrehgestellen. Die beiden Mittelteile sind jeweils einerseits auf den ersten oder vierten Wagenteil aufgesattelt und stützen sich andererseits gemeinsam auf das außengelagerte Laufdrehgestell unter dem mittleren Gelenk. Dieses Jakobs-Drehgestell ist dabei mit einem zentralen Drehpunkt ausgeführt, anders als beispielsweise beim ForCity Alfa des Herstellers Škoda. In diesem Bereich ist der Fußboden stufenfrei. Die Wagenkästen sind geschweißte Stahlkonstruktionen.

## Betreiber und Einsatzgebiete

### Stettin
Die ersten sechs Fahrzeuge wurden von den Verkehrsbetrieben in Stettin bestellt und sollten ab Sommer 2010 ausgeliefert werden. Die Ausschreibung musste aber später aufgrund eines Formfehlers zurückgezogen werden.

### Posen
Solaris hat die Ausschreibung über 40 Niederflur-Straßenbahnwagen für die Städtischen Verkehrsbetriebe Posen gewonnen. Der Konkurrent Pesa protestierte erfolglos gegen den Auftrag. Die neuen Wagen nahmen rechtzeitig zur auch in Posen ausgetragenen Fußball-Europameisterschaft 2012 den Betrieb auf. Am 23. Mai 2011 lieferte Solaris die ersten Straßenbahnwagen für Posen aus.

### Olsztyn
Am 21. September 2012 wurde der Vertrag über 15 Fahrzeuge für Olsztyn unterschrieben.
Diese wurden bis zur Eröffnung des dortigen Straßenbahnnetzes 2015 geliefert.

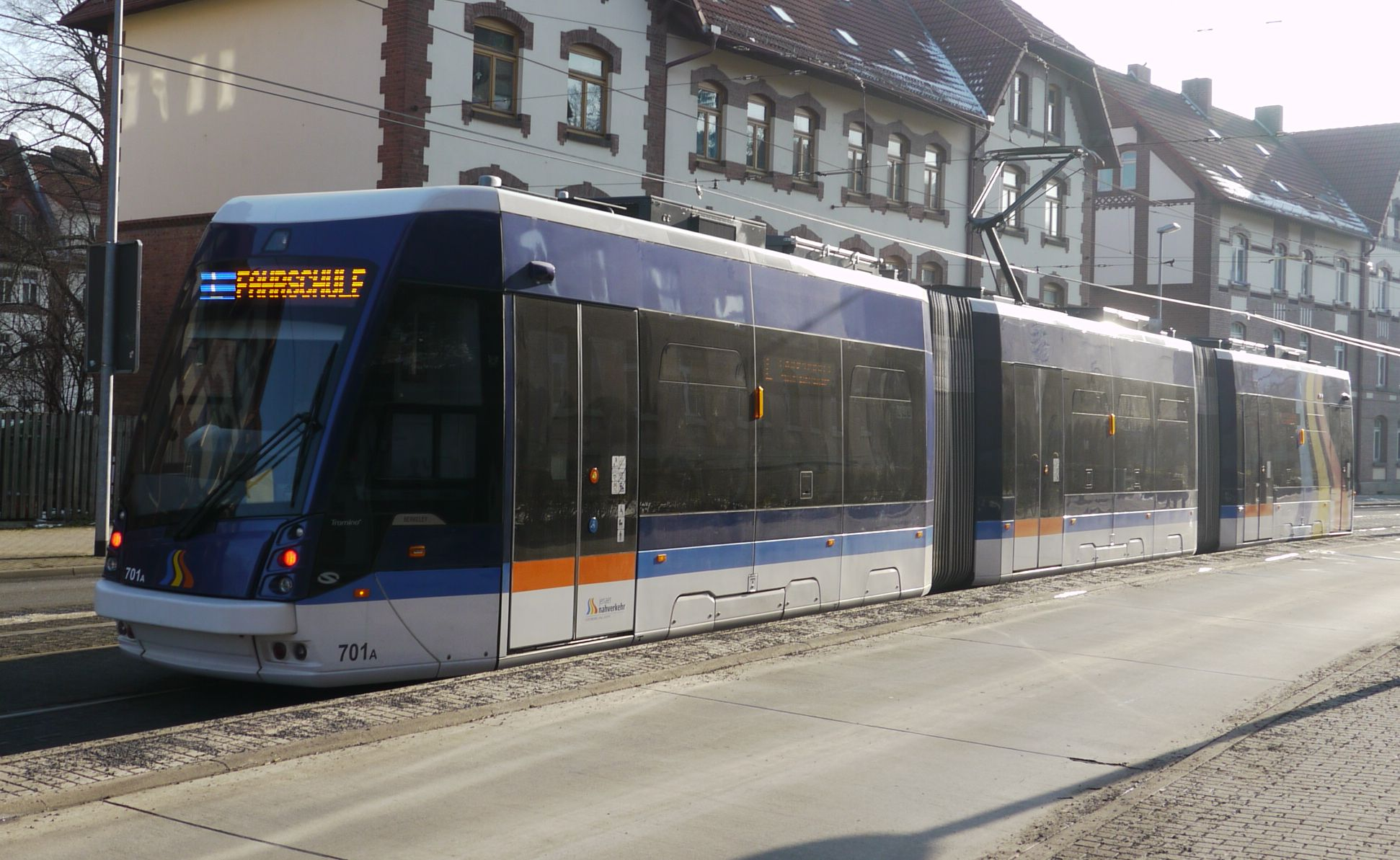
Solaris Tramino 701 Berkeley im Einsatz in Jena

### Jena
Am 11. Juli 2011 wurde in Polen von Vertretern des Jenaer Nahverkehrs und des Unternehmens Solaris der Vertrag zur Lieferung von fünf Solaris-Straßenbahnwagen (Solaris Tramino Jena) unterschrieben. Solaris hatte sich bei der Ausschreibung durchgesetzt. Damit wurden von dieser Firma erstmals Straßenbahnfahrzeuge nach Deutschland geliefert. Es handelt sich um dreiteilige Zweirichtungswagen in Kurzgelenkbauart mit 100 Prozent Niederfluranteil. Der Abschluss der Lieferung erfolgte im November 2013. Der Jenaer Nahverkehr verfügt somit über 38 Straßenbahnwagen. Am 9. November 2013 wurden die Triebwagen auf dem Ernst-Abbe-Platz in Jena der Öffentlichkeit präsentiert. Seit dem 13. Januar 2014 verkehren die Triebwagen im Liniendienst.

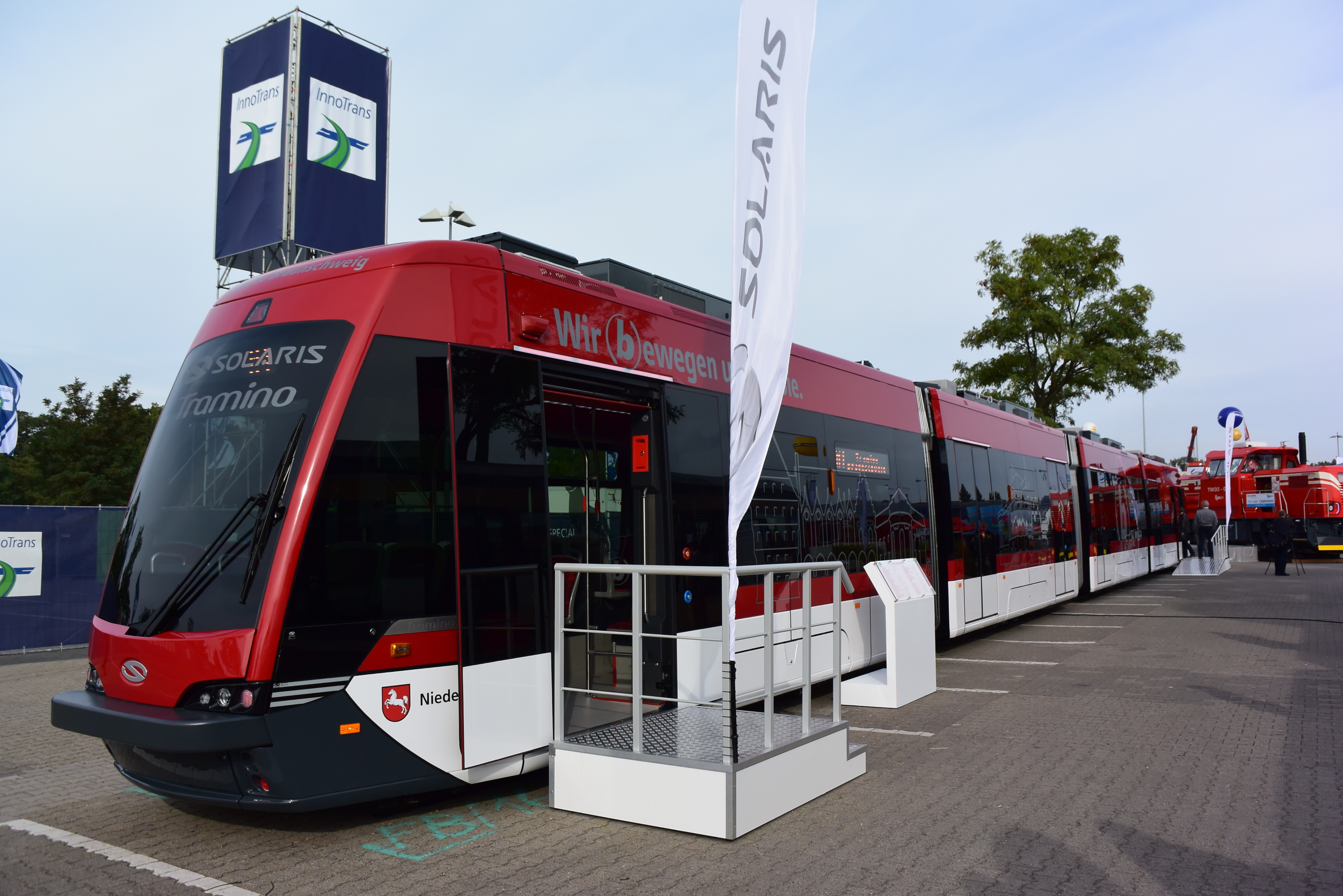
Tramino für Braunschweig auf der InnoTrans 2014 in Berlin

### Braunschweig
Wie am 30. Mai 2012 angekündigt, hat die Braunschweiger Verkehrs-GmbH im Jahr 2014 18 vierteilige Traminos erhalten. Die Kosten für die Beschaffung wurden mit 38 Millionen Euro angegeben, wobei 50 % vom Land Niedersachsen gefördert wurden. Andere Anbieter in der Ausschreibung waren CAF mit dem Fahrzeugtyp Urbos 3 und Stadler Pankow mit der Variobahn, beide als Multigelenkwagen. Alstom, das zuvor die Drehgestellwagen NGT8D nach Braunschweig geliefert hatte, hatte hingegen kein Interesse, eine Variante des Fahrzeugtyps in der geforderten größeren Länge zu entwickeln.
Die 36 Meter langen Gelenkwagen sind Kurzgelenkwagen und bieten jeweils 90 Sitz- und 121 Stehplätze. Am 13. April 2015 nahmen im Rahmen einer öffentlichen Übergabe der Tourenmappe durch den Braunschweiger Oberbürgermeister Ulrich Markurth die ersten beiden Traminos den Linienbetrieb auf. Seit dem 22. August 2019 werden weitere sieben Fahrzeuge des Typs Tramino II geliefert. Das letzte Fahrzeug wurde im Januar 2021 in Dienst gestellt. Die Tramino II wurden mit einem zweiten Rollstuhlplatz, leicht versetzten Doppelsitzen und etwas helleren Farben und Fenstertönungen geordert. Durch die Inbetriebnahme der Fahrzeuge ist der Planeinsatz in Braunschweig komplett niederflurig.
Die Fahrzeuge sind mit Superkondensatoren ausgestattet, welche dazu dienen, den über die Oberleitung bezogenen Anteil des Anfahrstroms abzuflachen.

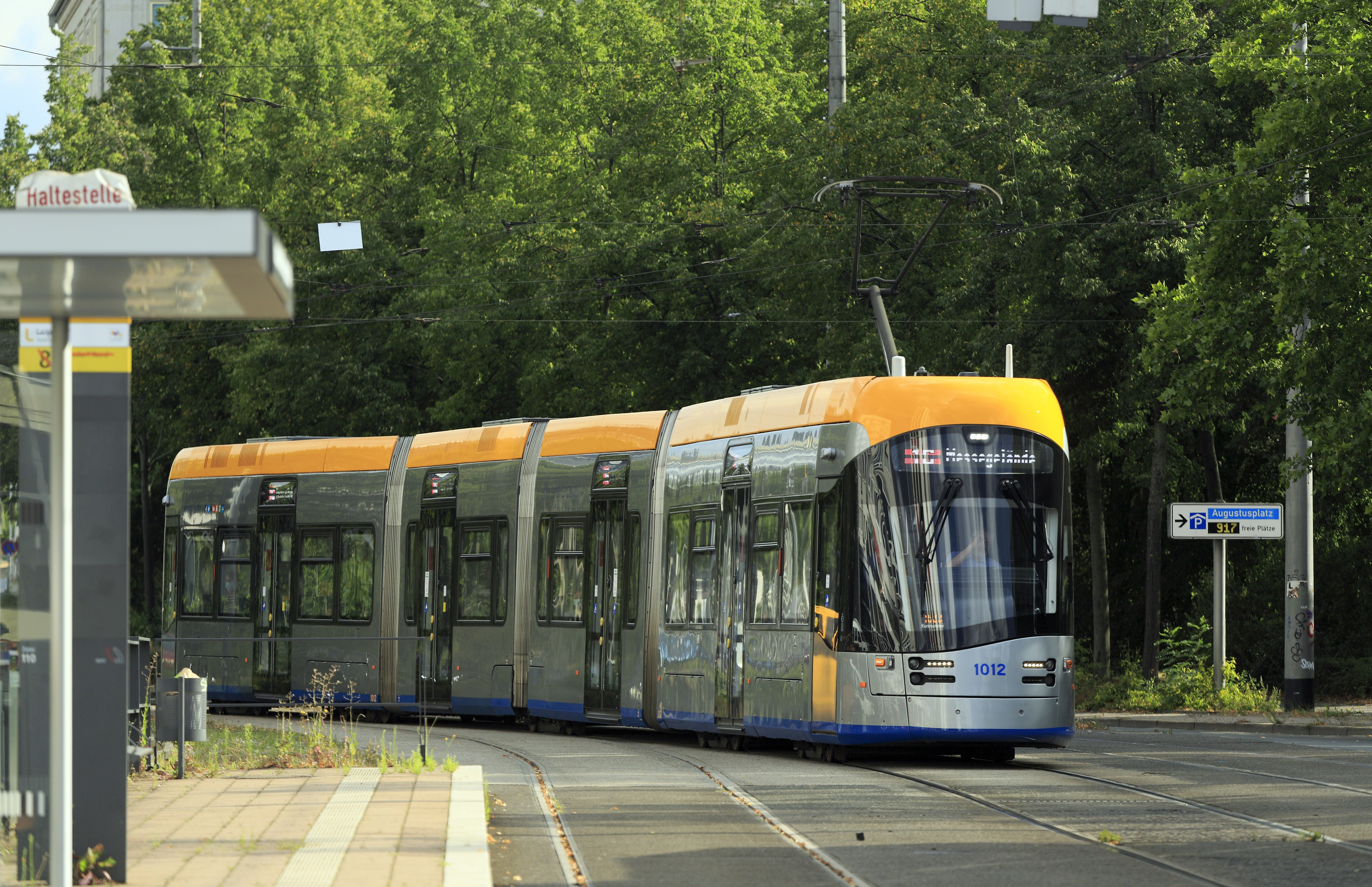
Solaris Tramino für Leipzig im Georgiring

### Leipzig
Am 26. März 2015 bestellten die Leipziger Verkehrsbetriebe fünf Vorserienfahrzeuge mit einer Kaufoption von 36 weiteren Einheiten in den nächsten fünf Jahren. Das erste zehnachsige Fahrzeug wurde am 21. Dezember 2016 in Leipzig angeliefert, weitere folgten dann ab Frühjahr 2017. Die vierteiligen Gelenktriebwagen mit fünf Drehgestellen sind 2,3 Meter breit und knapp 38 Meter lang. Sie erhielten die LVB-Typenbezeichnung 39. Ein Fahrzeug kann bis zu 220 Fahrgäste befördern, davon 75 auf Sitzplätzen. Die gesamte Bestellung beläuft sich auf ein Volumen von rund 120 Mio. Euro, wovon 50 % Förderung vom Freistaat Sachsen kommen. Für jede Einheit sollten zwei modernisierte Tatra-Triebwagen der Typen T4D-M1/2 ausgemustert werden. Als Einsatzgebiet der Neufahrzeuge gelten zunächst die Linien, auf denen bislang hauptsächlich Wagen des Typs NGT8 (Bj. 1994–1998), die vom Fassungsvermögen nicht mehr ausreichen, oder Tatragroßzüge mit Niederflurbeiwagen (Typ 68) und ähnlicher Kapazität eingesetzt werden.